# Chất dẫn điện

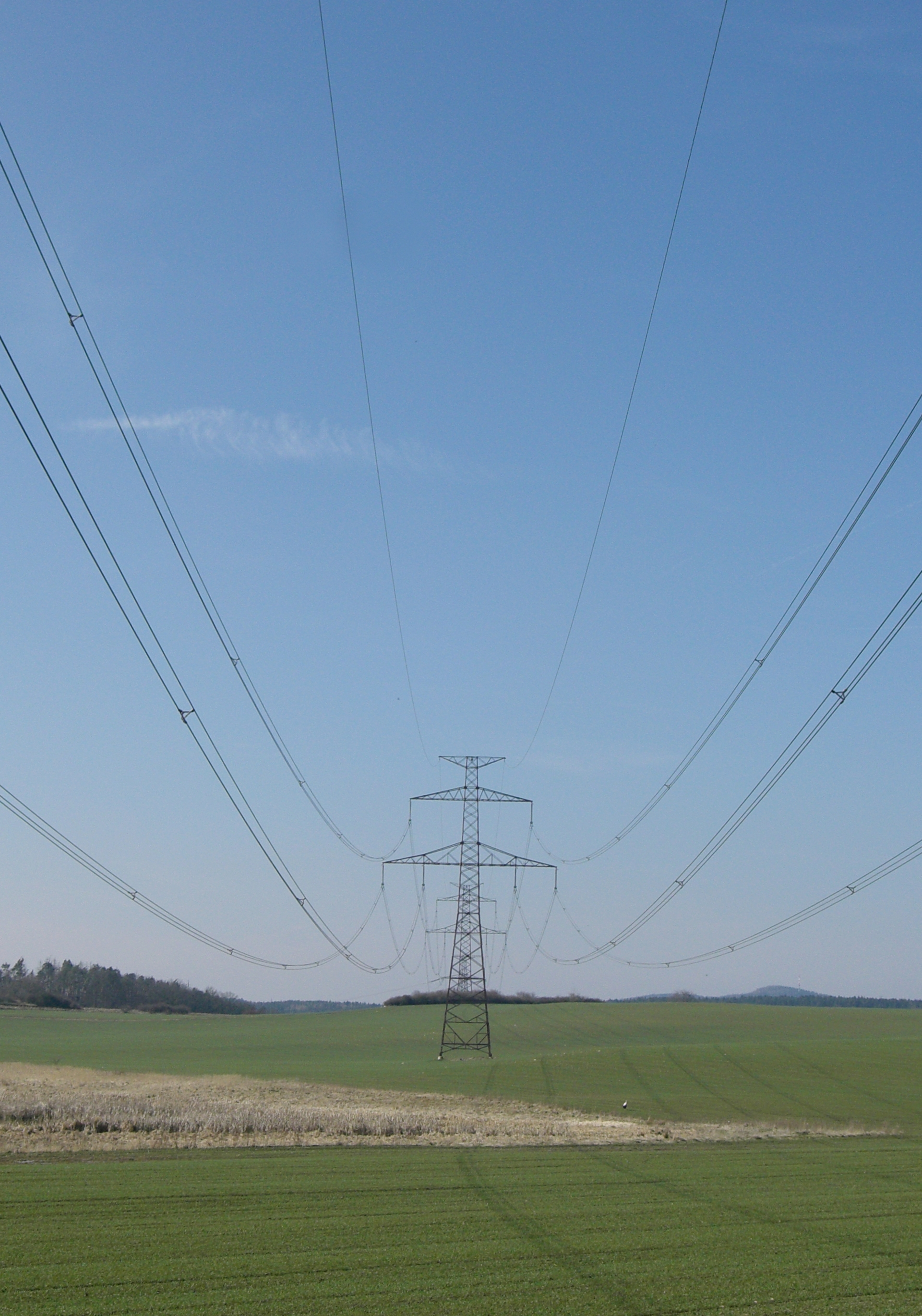
Dây dẫn điện trên không mang năng lượng điện từ các trạm phát điện tới khách hàng.

Trong vật lý và kỹ thuật điện, một chất dẫn điện là một đối tượng hoặc loại vật liệu đó cho phép dòng chảy của dòng điện qua nó theo một hoặc nhiều hướng. Ví dụ, một dây điện là một dây dẫn điện có thể dẫn điện dọc theo chiều dài của nó.
Trong các kim loại như đồng hoặc nhôm, các hạt tích điện chuyển động là các electron. Điện tích dương cũng có thể di động, chẳng hạn như chất điện li cực dương của một pin, hoặc các proton di động của điện li proton của một tế bào nhiên liệu. Chất cách điện là vật liệu không dẫn điện với ít điện tích di động tự do và chỉ hỗ trợ các dòng điện không đáng kể.

## Sách lịch sử về chất dẫn điện

### Sách về lịch sử và khám phá chất dẫn điện
- William Henry Preece. On Electrical Conductors.  1883.
- Oliver Heaviside. Electrical Papers. Macmillan, 1894.

### Sách tham khảo
- Annual Book of ASTM Standards: Electrical Conductors. American Society for Testing and Materials. (every year)
- IET Wiring Regulations. Institution for Engineering and Technology. wiringregulations.net Lưu trữ ngày 2 tháng 4 năm 2021 tại Wayback Machine